# Simon Carruthers
Simon Carruthers (* 28. Dezember 1982 in Wagga Wagga) ist ein ehemaliger australischer Squashspieler.

## Karriere
Simon Carruthers spielte von 2004 bis 2006 auf der PSA World Tour und gewann auf dieser drei Titel. Seine höchste Platzierung in der Weltrangliste erreichte er mit Rang 66 im November 2005. Bei den australischen Meisterschaften stand er dreimal im Viertelfinale. 

## Erfolge
- Gewonnene PSA-Titel: 3